# Modoc

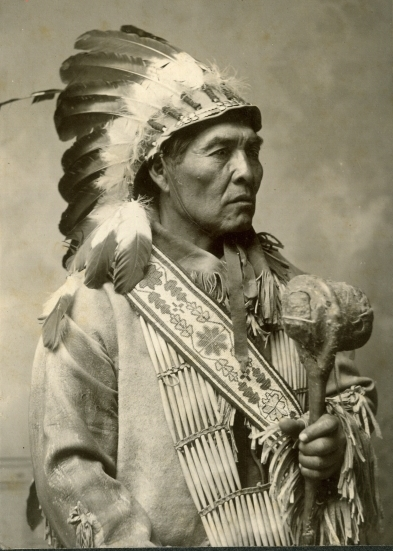
Fotografi av Benjamin Lawver, även känd som Chief Yellow Hammer, fotograf Joseph Andrew Shuck, före 1904.

Modoc (Uttalas Må-dock) är en liten stam indianer som från början kom från Oregon. De var bland de sista ursprungsgrupperna i Nordamerika som kom i kontakt med europeiska kolonisatörer, och de fick snabbt rykte om sig att bjuda hårt motstånd mot inkräktarna.
Det så kallade "Modoc-kriget" utspelade sig 1872-1873 på lavabäddarna i Kalifornien. En liten modoc-grupp under ledning av hövding Kintpuash (även känd som Kapten Jack) vägrade låta sig sättas i reservat, och de lyckades hålla stånd mot den amerikanska militären i hela sex månader.
Modoc-gruppen ville ta sig tillbaka till Oregon efter tvångsförflyttning till reservat i Kalifornien. Efter omfattande strider och långa fredsförhandlingar dödade de tre fredsförhandlare från den amerikanska militären i ett slags bakhåll. Militären slog hårt tillbaka och Kintpuash och tre av hans närmaste män greps, ställdes inför krigsrätt och hängdes den 3 oktober 1873. De avrättades kvarlevor hamnade via armén på Smithsonian Institution i Washington, och kunde återföras till deras familjer först 1984. En ridpiska som sägs ha tillhört Kintpuash fördes genom den svensk-amerikanske publicisten Hugo Nisbeth till Etnografiska museet i Stockholm.
Flera stater på den nordamerikanska västkusten har orter som uppkallats efter Modoc-indianerna, och de lavabäddar och grottsystem där striderna utspelades har sedan 1925 skydd som Lava Beds National Monument.